# Ulzzang
Ulzzang (coreano: 얼짱, listenⓘ), también deletreado como eoljjang o uljjang (pronunciación coreana: [ʌl.tɕ͈äŋ]), es un término popular de Corea del Sur que literalmente significa "mejor cara" o "atractivo". Una persona que desee un estatus de ulzzang ganaría popularidad en internet a través de participar en concursos donde los votantes eligen sus fotos. La tendencia es unisex y la practican tanto hombres, como mujeres. 
La popularidad y la influencia de la cultura popular coreana en toda Asia ha llevado a que los ulzzangs se conviertan en una tendencia en otros países asiáticos como Vietnam, Indonesia, Japón, Malasia, Filipinas, Singapur y ciertas partes del sur de Asia.